# Uňatín
Uňatín este o comună slovacă, aflată în districtul Krupina din regiunea Banská Bystrica. Localitatea se află la altitudinea de 304 m deasupra n.m., se întinde pe o suprafață de 12,99 km2 și în 2017 număra 175 de locuitori.

## Istoric
Localitatea Uňatín este atestată documentar din 1311.

## Demografie
| An:                | 1994 | 2004   | 2014   | 2024   |
| ------------------ | ---- | ------ | ------ | ------ |
| Număr de persoane: | 214  | 196    | 184    | 175    |
| Diferență:         |      | −8,41% | −6,12% | −4,89% |

| An:                | 2023 | 2024   |
| ------------------ | ---- | ------ |
| Număr de persoane: | 180  | 175    |
| Diferență:         |      | −2,77% |